# Je ne suis qu'un cri (chanson)
Pistes de Je ne suis qu'un cri
Hospitalité
Je ne suis qu'un cri est une chanson de Jean Ferrat. Écrite par Guy Thomas, elle ouvre l'album du même titre, sorti chez Temey, en novembre 1985.

## Thème de la chanson
Chanson par laquelle Jean Ferrat réaffirme son refus de toute étiquette, son esprit d'indépendance et sa liberté d'expression.

L'artiste, dont la sympathie pour l'idéologie communiste jamais reniée (bien qu'il se soit, avec notamment les chansons Camarade et Le Bilan, démarqué de l'Union soviétique et qu'il fut compagnon du route mais jamais adhérent du parti communiste français), chante : 
« Je ne suis pas rouge écarlate, Ni bleu ni blanc ni cramoisi, Je suis d'abord un cri pirate, De ces cris-là qu'on interdit »

« Je ne suis qu'un cri » l'affirmation revient en Leitmotiv entre les couplets, comme pour mieux définir sa propre spécificité en tant que cri insoumis : 
« Je ne suis pas ce qu'on murmure aux enfants de la bourgeoisie, Je ne suis pas saine lecture, Ni sirupeuse poésie
 Je ne suis qu'un cri
[...], Je n'ai pas de fil à la patte, Je ne viens pas d'une écurie, Non je ne suis pas diplomate, Je n'ai ni drapeau ni patrie, [...]
 Je ne suis pas cri de plaisance, Ni gueulante de comédie, [...], Moi si j'ai rompu le silence, C'est pour éviter l'asphyxie, Oui je suis un cri de défense, Un cri qu'on pousse à la folie
 Je ne suis qu'un cri
 Pardonnez si je vous dérange, Je voudrais être un autre bruit, Être le cri de la mésange, [...], Tomber comme un flocon de neige, [...], Moi je suis un cri qu'on abrège, Je suis la détresse infinie
 Je ne suis qu'un cri »
 (paroles de Guy Thomas)

## Clip vidéo
Le vidéo clip réalisé met en scène Jean Ferrat chantant sur une scène vide et sombre.

## Création
Francesca Solleville enregistre "Je ne suis qu'un cri" sur l'album Francesca Solleville 1983.